# كايو (لاعب كرة قدم مواليد 1995)
كايو (بالبرتغالية: Kaio Mendes‏) هو لاعب كرة قدم برازيلي في مركز الوسط، ولد في 18 مارس 1995 في فارزيا غراندي في البرازيل. لعب مع غريميو بورتو أليغرينزي.

## وصلات خارجية
- كايو (لاعب كرة قدم مواليد 1995) على موقع قاعدة بيانات كرة القدم.إي يو (الإنجليزية)
- كايو (لاعب كرة قدم مواليد 1995) على موقع Soccerway.com (الإنجليزية)